# Liste der Mitglieder der American Academy of Arts and Sciences/1880
Im Jahr 1880 wählte die American Academy of Arts and Sciences 8 Personen zu ihren Mitgliedern.

## Neugewählte Mitglieder
- Arthur von Auwers (1838–1915)
- Marcelin Berthelot (1827–1907)
- Alfred Des Cloizeaux (1817–1897)
- John Rayner Edmands (1850–1910)
- Josiah Willard Gibbs (1839–1903)
- Henry Williamson Haynes (1831–1912)
- Henry Purkitt Kidder (1823–1886)
- Clarence King (1842–1901)